# 札幌市交通局9000形電車
札幌市交通局9000形電車（さっぽろしこうつうきょく9000がたでんしゃ）は、札幌市交通局が保有し、札幌市営地下鉄東豊線で使用されている通勤形電車である。

## 概要
東豊線開業当初から営業運転されている7000形の老朽化に伴い、車両更新と将来の可動式ホーム柵設置やワンマン運転を見据えて落成した。札幌市営地下鉄では1998年にデビューした東西線8000形以来、17年ぶりの新形式車両である。また、東豊線の新型車両は、1994年（平成6年）8月の7000形第18～20編成以来となる。2014年12月に第1編成が川崎重工業で製造され、2015年5月8日に営業運転を開始した。札幌市における少子高齢化社会の到来や環境・省エネルギー問題などの社会情勢の変化を踏まえ、これまでの車両をベースにした「人と環境にやさしい地下鉄」が当形式のコンセプトである。車番の百位は7000形を踏襲した。

## 導入への経緯
南北線・東西線での可動式ホーム柵設置・ワンマン運転開始が完了し、唯一残った東豊線への可動式ホーム柵設置を見据えた車両の更新のため、2014年から2016年にかけて川崎重工業において新形式車両として当該車両を4両編成20本・計80両新製・導入する計画で、2014年10月31日札幌市交通局のホームページにおいて9000形の外観が公開された。第1編成の東車両基地への搬入は2014年12月15日に行われ、以降は試運転を経て2015年4月28日に運行開始される予定であったが延期され、同年5月8日に決定、栄町駅から運行を開始した。その後、7000形を随時置き換えし、2016年9月6日をもって全編成の導入が完了した。

### 運用開始日
- 第1編成：2015年5月8日（7000形第2編成を置き換え）
- 第2編成：2015年5月29日（7000形第8編成を置き換え）
- 第3編成：2015年6月2日（7000形第20編成を置き換え）
- 第4編成：2015年6月9日（7000形第13編成を置き換え）
- 第5編成：2015年7月1日（7000形第17編成を置き換え）
- 第6編成：2015年7月14日（7000形第10編成を置き換え）
- 第7編成：2015年8月12日（7000形第18編成を置き換え）
- 第8編成：2015年9月15日（7000形第3編成を置き換え）
- 第9編成：2015年10月8日（7000形第19編成を置き換え）
- 第10編成：2015年11月6日（7000形第11編成を置き換え）
- 第11編成：2015年12月8日（7000形第16編成を置き換え）
- 第12編成：2016年1月11日（7000形第1編成を置き換え）
- 第13編成：2016年2月10日（7000形第12編成を置き換え）
- 第14編成：2016年3月7日（7000形第6編成を置き換え）
- 第15編成：2016年4月6日（7000形第5編成を置き換え）
- 第16編成：2016年5月11日（7000形第9編成を置き換え）
- 第17編成：2016年6月3日（7000形第15編成を置き換え）
- 第18編成：2016年6月25日（7000形第7編成を置き換え）
- 第19編成：2016年7月29日（7000形第14編成を置き換え）
- 第20編成：2016年9月6日（7000形第4編成を置き換え）

## 車体
外観のコンセプトを「爽やかでシンプルなデザインとし、親しみがもてる外観」とし、そのコンセプトに基づいたデザイン案について、札幌市立大学デザイン学部の学生と交通局の若手職員とで意見交換会が行われて印象の評価や改良点の意見を出し合った結果、利用者に親近感を持ってもらえるよう白を基調としたシンプルな形状とされた。
- 現在の札幌市営地下鉄のコンセプトカラーである白い車体に、ドア部分をラインカラーであるスカイブルーに塗装したことで札幌の空の広がりや気候風土をイメージしたものとなっている。
- 正面は従来の札幌市営地下鉄を踏襲した左寄りの貫通路を要しており、スカイブルーに塗装された部分にSTマークが入っている[11]。行先表示器は南北線5000形・東西線8000形と同様のLEDによる行先表示（日本語のみ）と、運用番号が表示される。車番は右下に表示されている。前照灯周りは角度を持たせ、7000形とは逆に尾灯が上、前照灯が下になっておりLEDを採用している。連結部付近の排障器もスカイブルーで塗装されている。
- 乗務員室の運転台機器についてはワンハンドルが採用され、3つのモニター（メーター表示器、ホーム監視モニター、車上検査モニター）を配置し、メーターと車上検査モニターは故障時に相互バックアップ可能な機能を有している。
- 車体側面には、札幌市営地下鉄では初めてとなる側面行先表示器が車体中央扉の左上付近に設置され、行先が日本語と英語で表示される。
- 側面の車番表記は従来車を踏襲した客室窓の下部に加えて、南北線3000形以来となる車体上部にもプレート表記を行っており、フォントもこれまでとは違うものが採用されている。
- 連結部には転落防止の外幌が設置されている。
- 製造コストの削減を図るため、台車は6000形・7000形電車の廃車発生品を再利用[12]している。
- 集電装置は札幌市営地下鉄では初となるシングルアームパンタグラフを採用し、9200形・9300形に各1基ずつ設置されている。

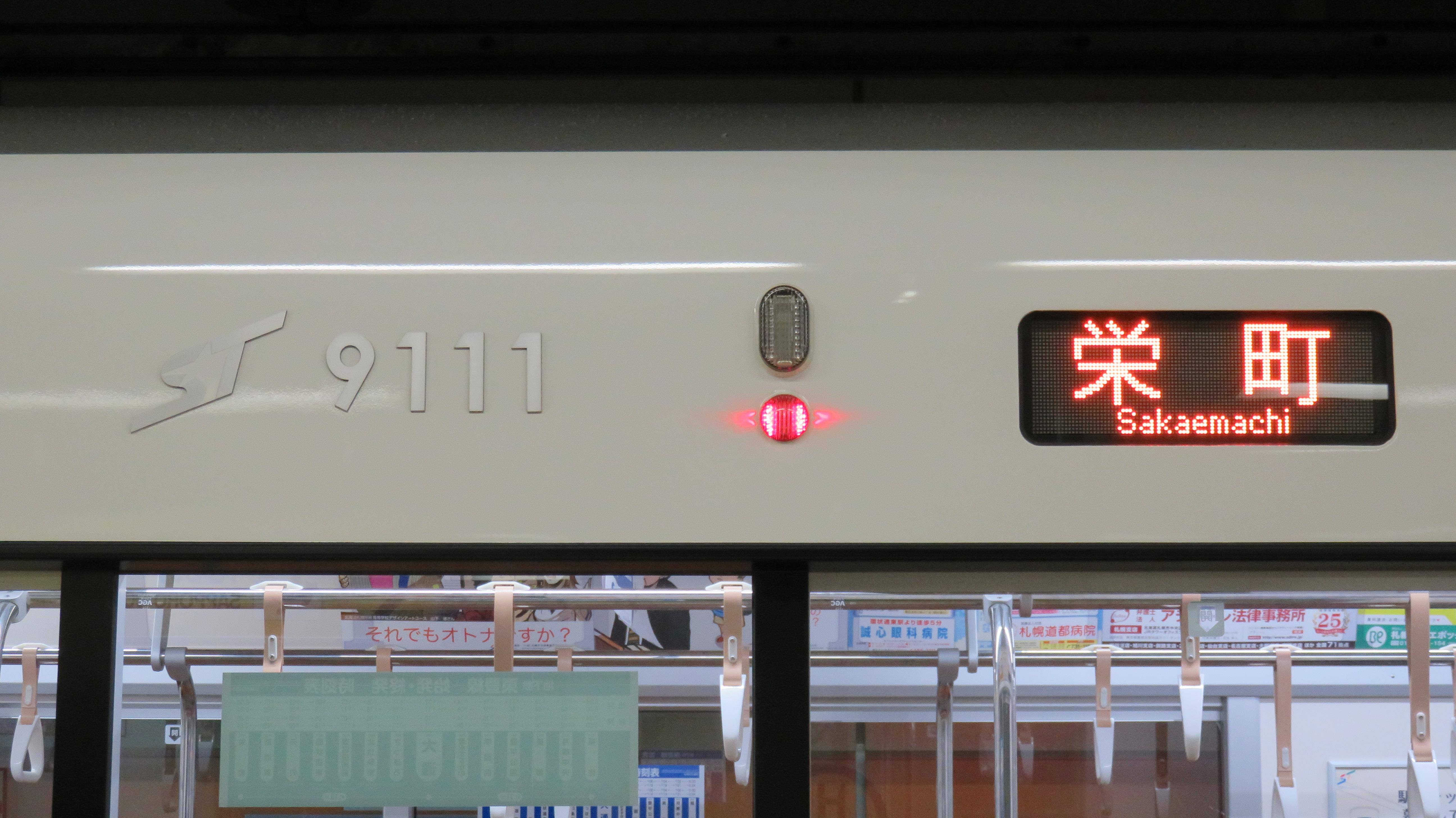
札幌市営地下鉄で初めて導入された側面行先表示器
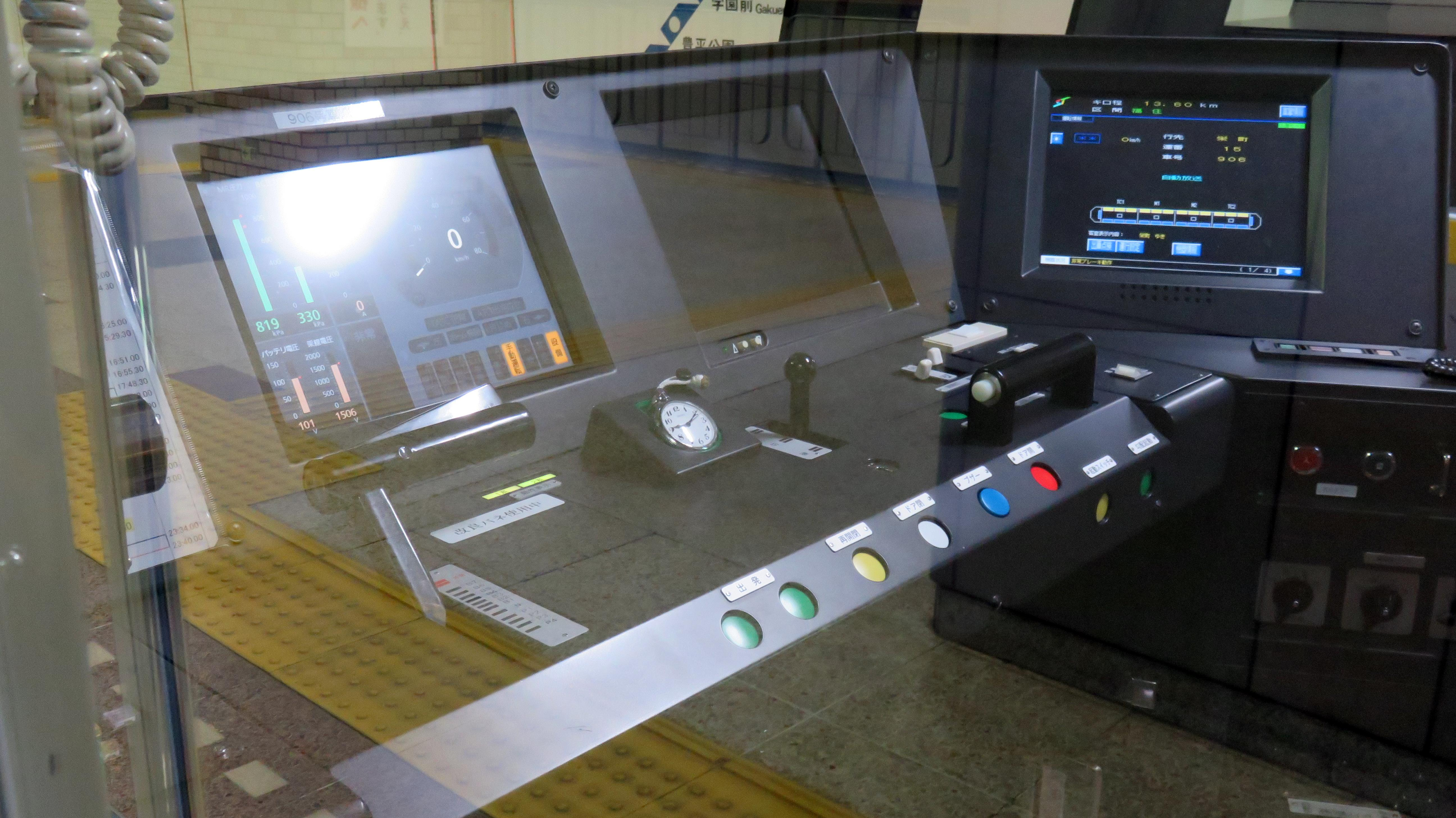
運転台
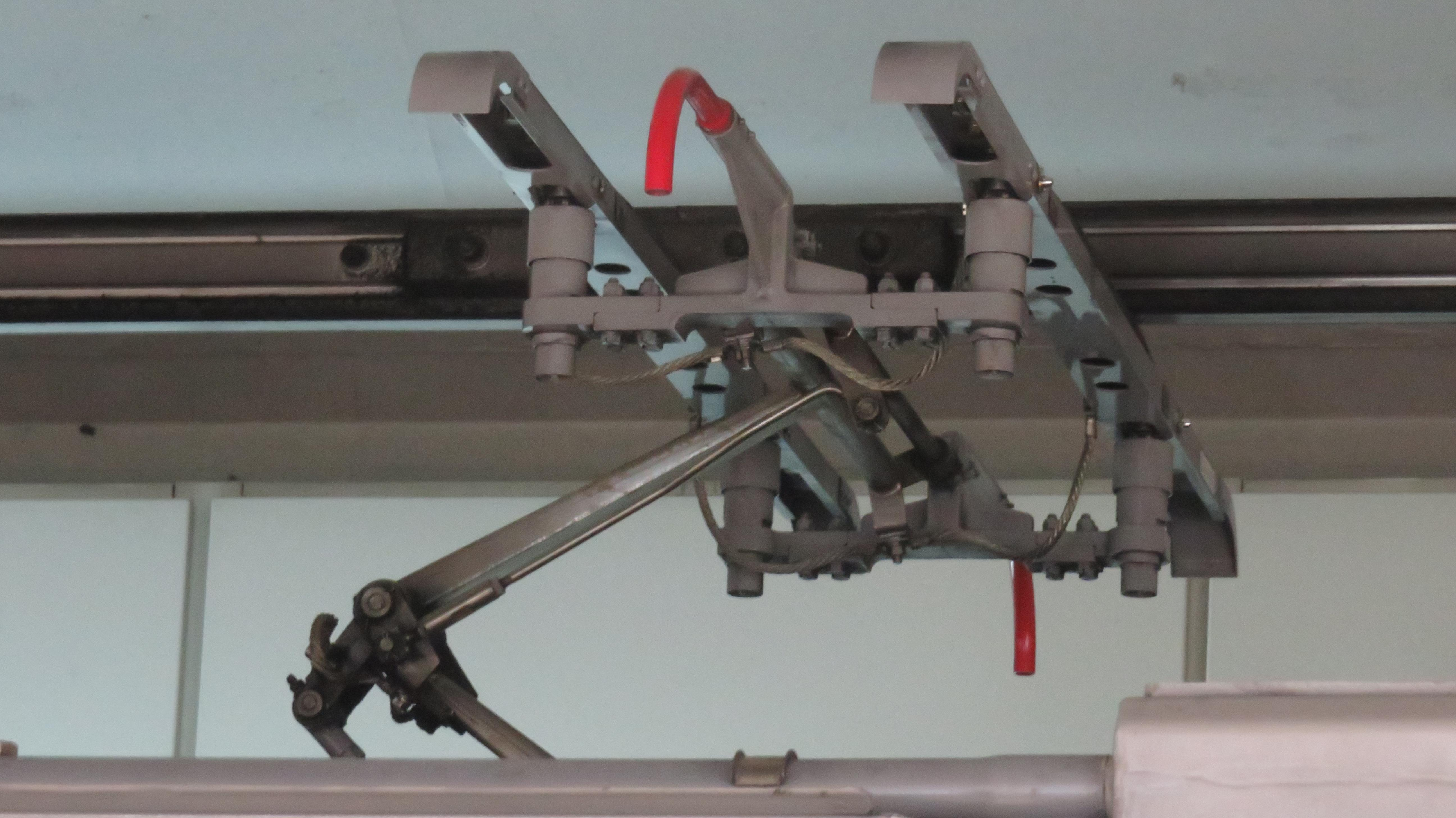
札幌市営地下鉄で初めて導入されたシングルアームパンタグラフ

## 車内
客室内は「快適さと温もりをイメージした室内とし、優しさのあるデザイン」をコンセプトに、心落ち着く快適な空間となるデザインを目指して設計された。
- 色調として化粧板は白系統、座席はオレンジ、床面には茶系色を使用している。なお、荷物棚は従来車同様、設置されていない。
- 座席幅は従来車よりも拡大され、南北線5000形以来の片持ち式となっている。座席中間部付近にはスタンションポールが設置されている。
- 各ドアの窓部分には、かつて札幌市営地下鉄で使われていた熊のキャラクターによるドア注意喚起のステッカーが貼り付けられている。
- 各ドアの上部には案内表示器としてLCDモニターを設置している[13]。
- ドア鴨居部には札幌市営地下鉄では初めてとなるドア開閉告知ランプが設置され、聴覚障害者に配慮している。ただし点滅はドアが動作する時のみで、列車停止→開戸直前または閉戸直前の点滅はしていない[14]。また、開戸中は常に点灯している。
- 視覚障害者向けの戸の開閉時および扉の位置を知らせる音響案内については、高齢者、障害者等の移動等の円滑化の促進に関する法律（バリアフリー新法）に基づく国交省のガイドライン[15]に制定された各ドアへのドアチャイム設置を本形式においても採用せず、従来通り車体外側1ヶ所に設置されたスピーカーからの乗降促進ブザー音（車外向けドアブザー）が閉戸の直前に鳴動するのみとなっている[16]。また、誘導鈴も本形式には採用されていない[17]。
- 乗降口下部は出入口が識別しやすいように、床面には黄色の識別板が設置されており、沓ズリを従来車よりも拡大することで車両とホームの隙間を小さくしている。
- 吊り革は従来通りの三角形のものが用いられており、専用席付近のものはオレンジ色になっている。高低差を付けて背の低い人でも掴まりやすいように配慮されている。また、札幌市営地下鉄では初めてドア付近にも乗降口に対して平行に設置された。
- 車椅子・ベビーカースペースは全車両に1カ所ずつ設置、手すりも2段配置となっている。
- 車内照明にはLEDが用いられている。
- 車両間の貫通路はこれまでの札幌市営地下鉄の六角形ではなく、南北線2000形以来の長方形となっている。車椅子でも通過できる幅が確保されており、火災時の煙流出を防ぐ仕切り扉（強化ガラス製）も設置されている。
- 非常時の脱出などの際に、両先頭車の他に中間車にも非常梯子が設置されている。

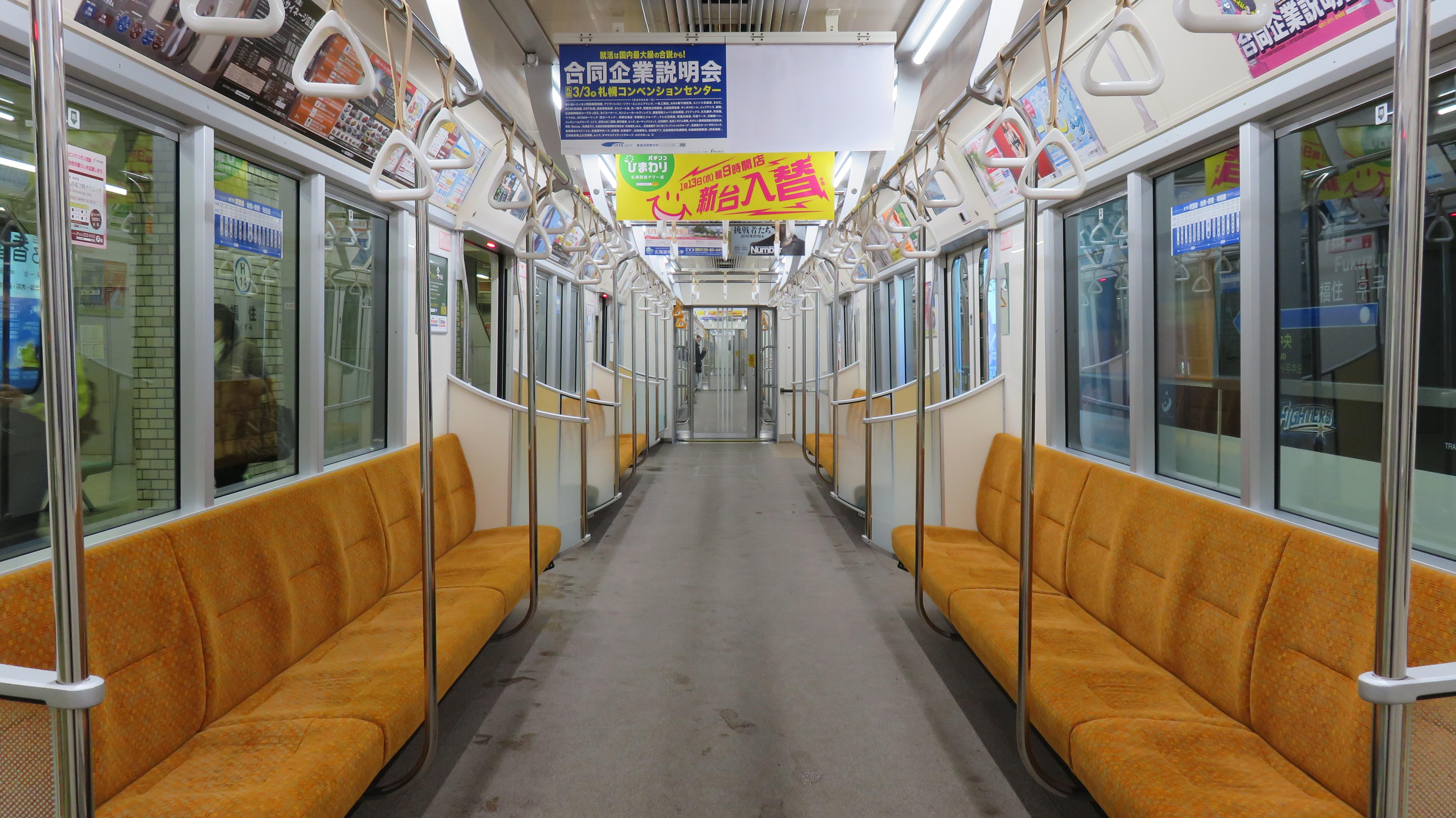
車内
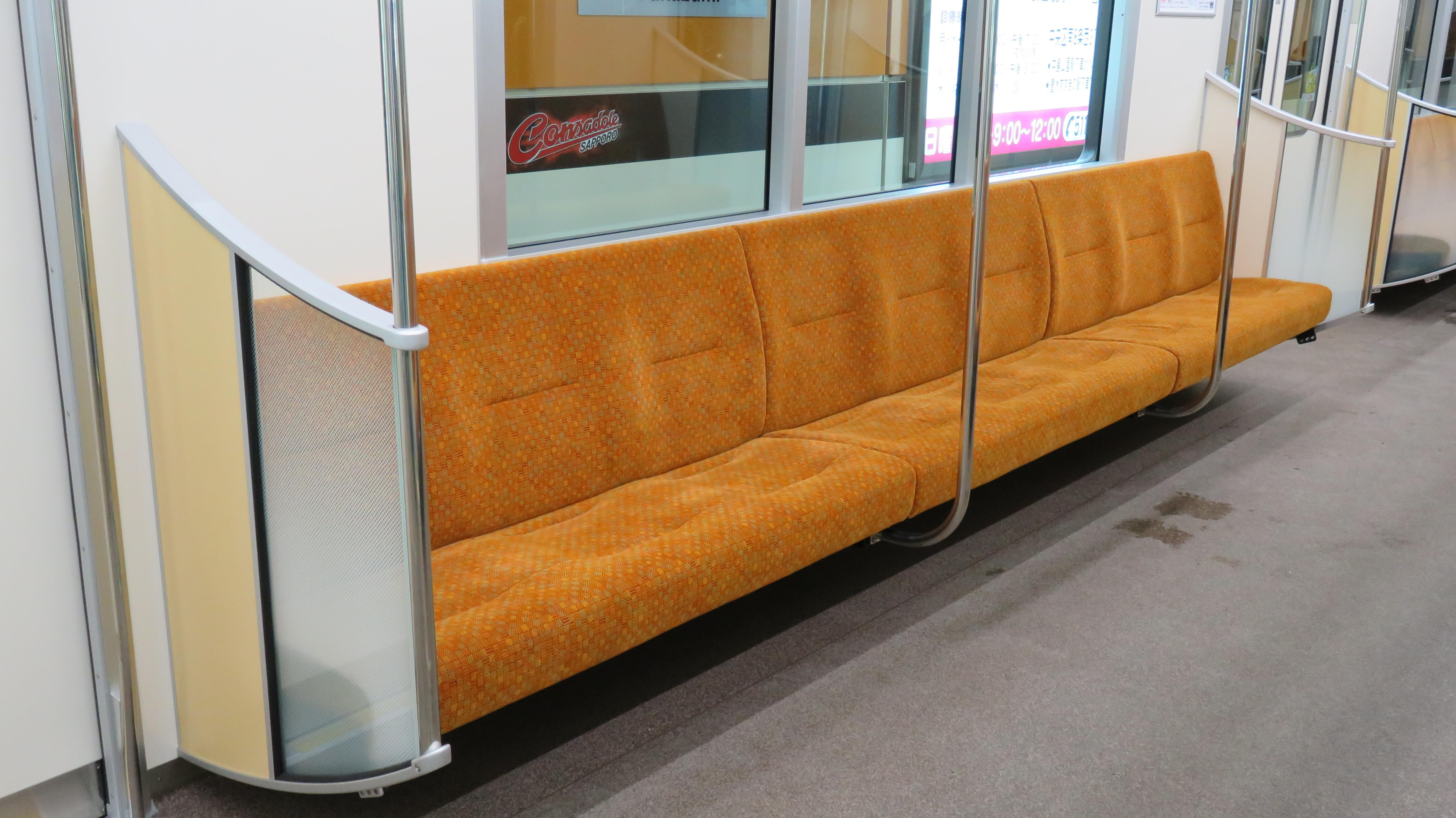
座席
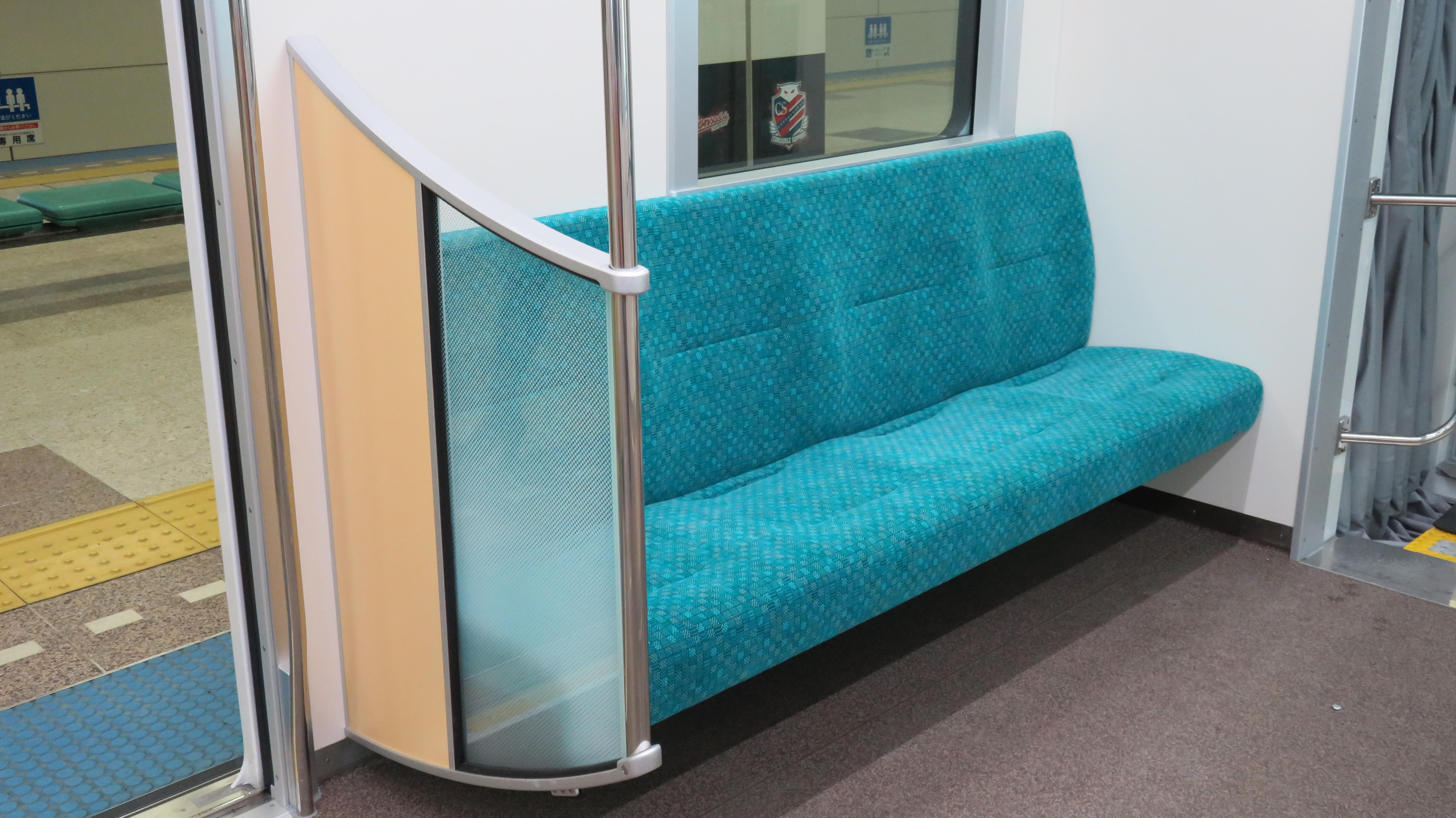
専用席
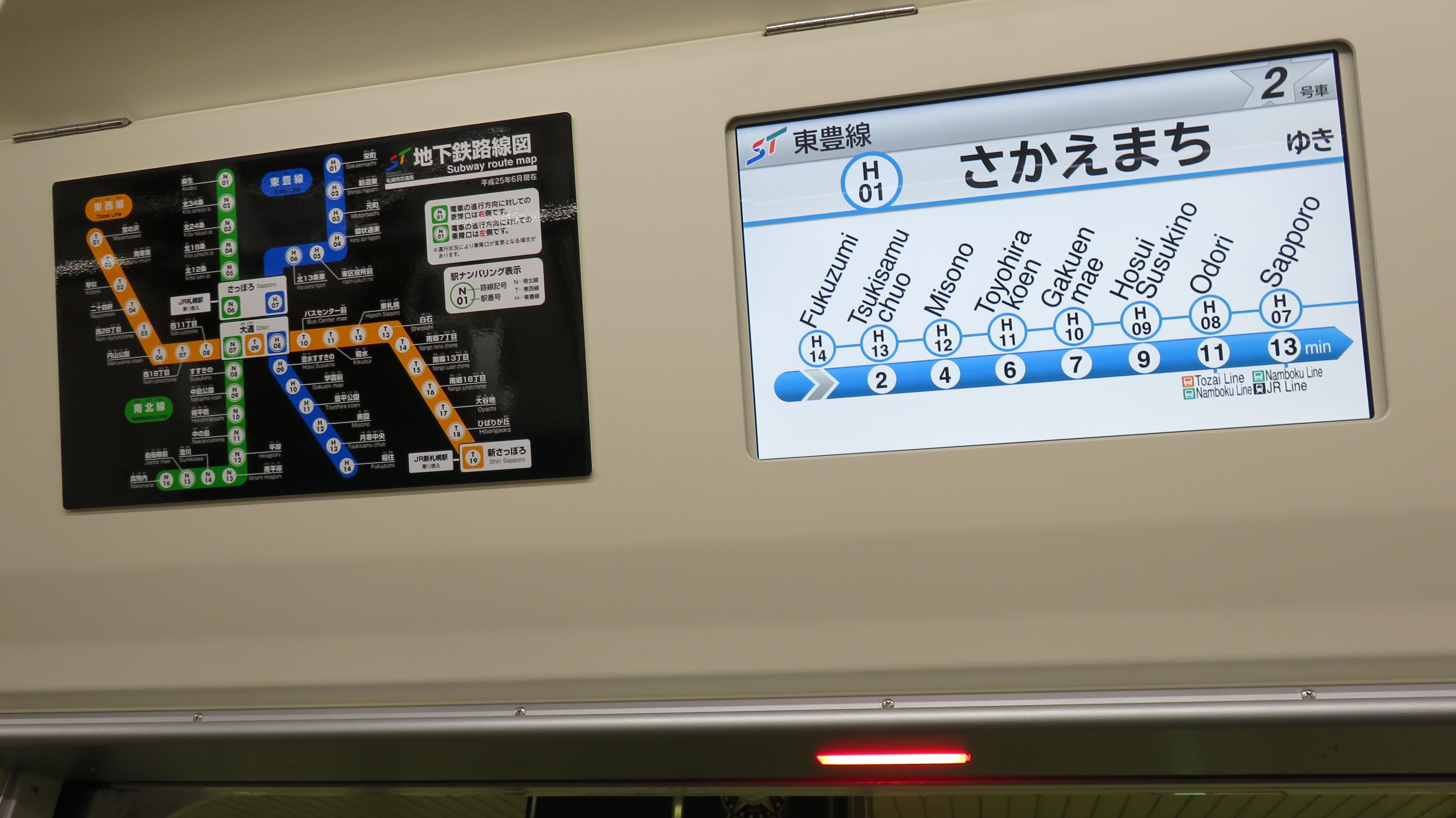
LCDとドア開閉告知ランプ
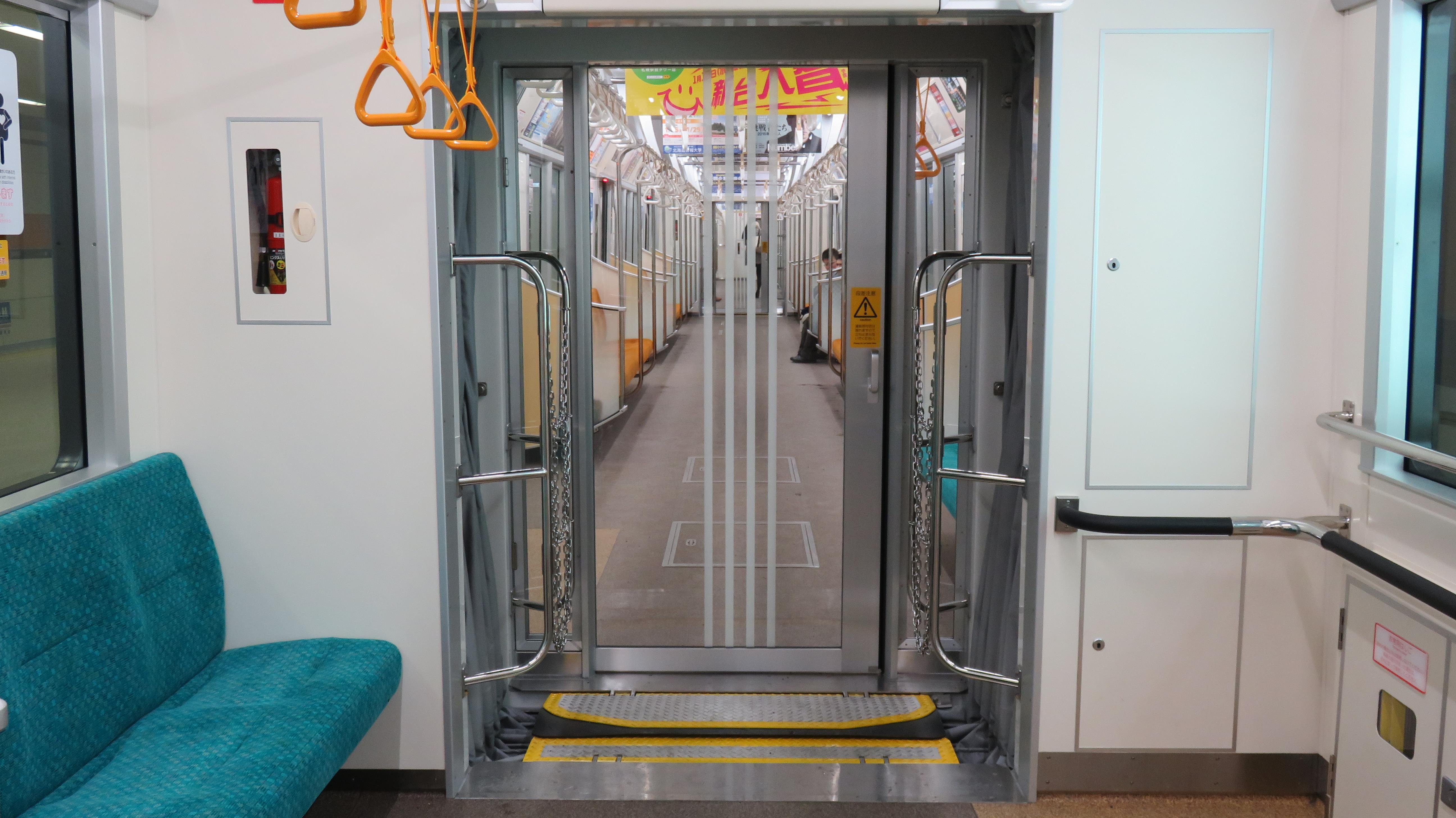
貫通路
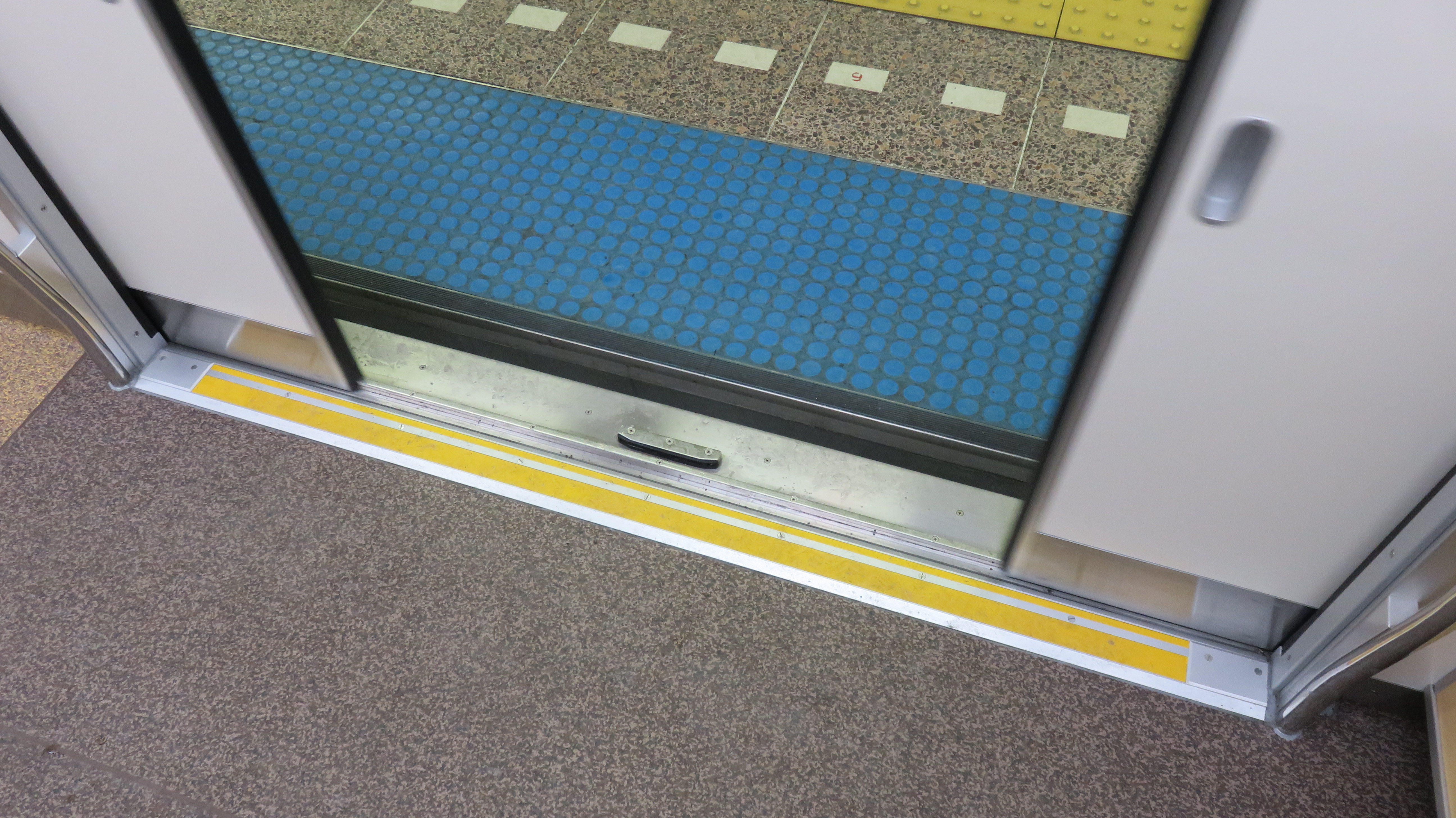
乗降口下部
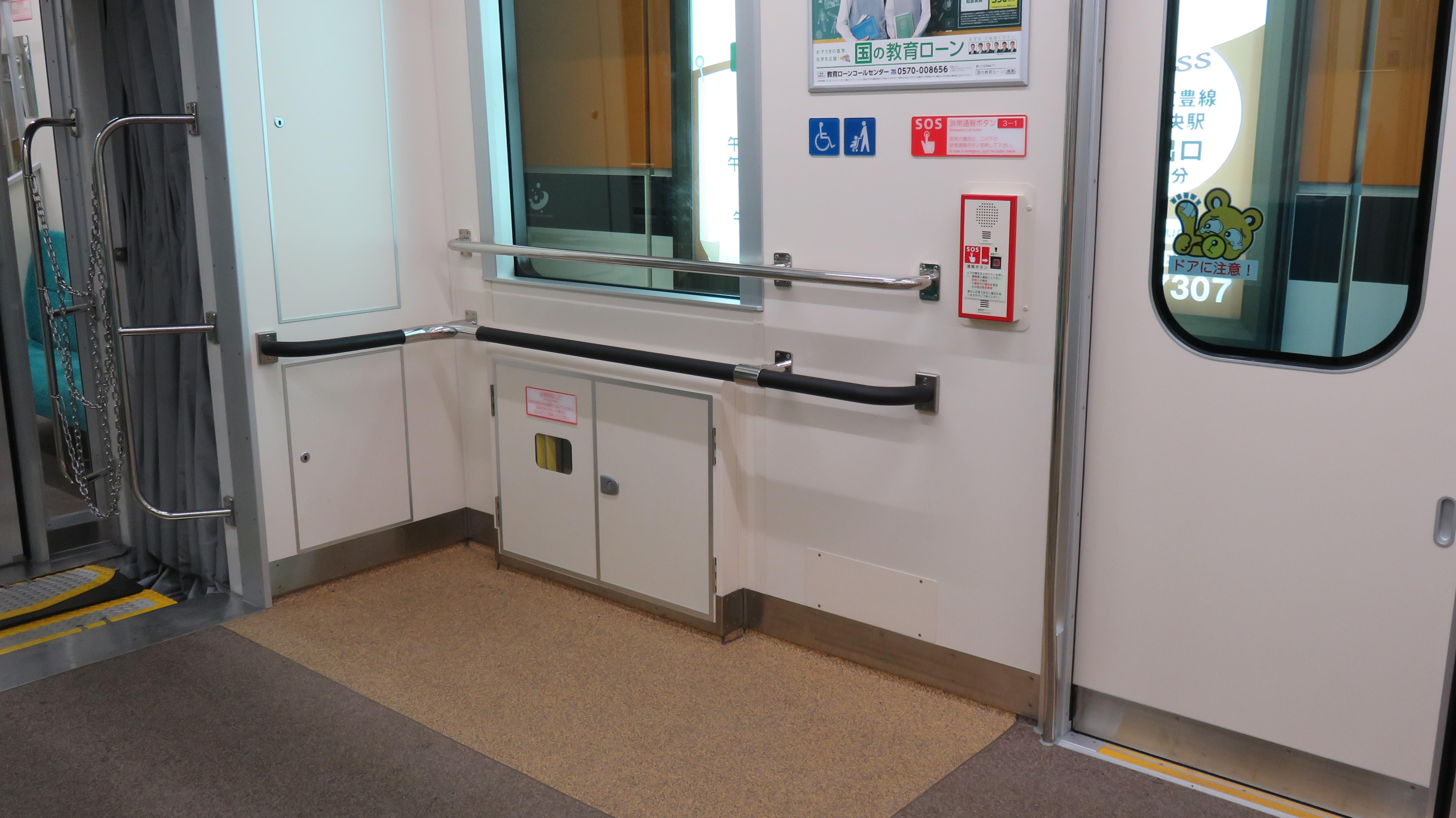
車椅子スペース ドアには熊のキャラクターによる注意喚起ステッカーが見える。
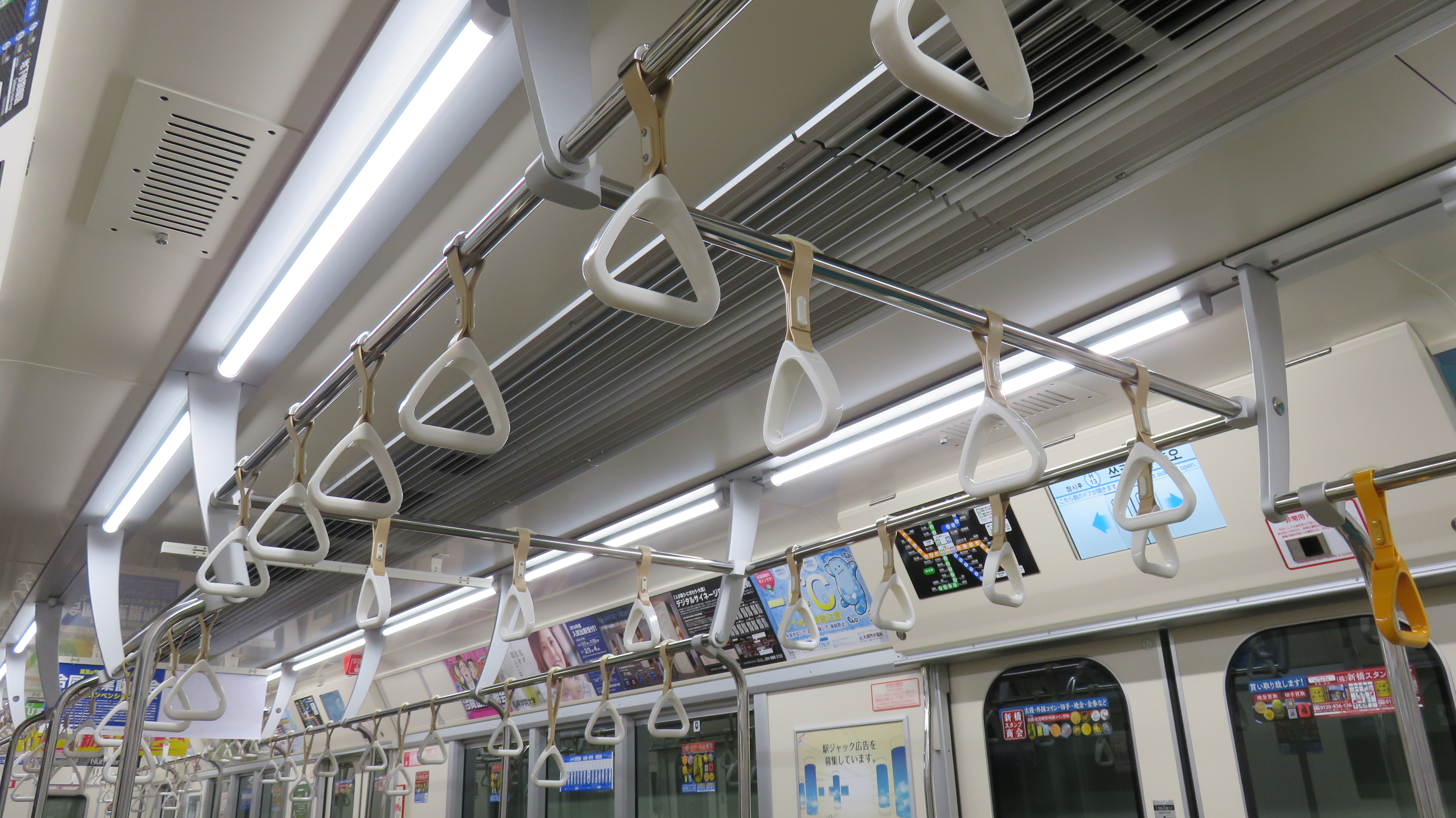
札幌市営地下鉄では初めてドア付近にもつり革が設置された。また、座席前のつり革は高低差がある。

## ATC・ATO制御について
モニター等の制御情報より確認したATO・ATC制御について記述する。

### ATC制御・運転切り替え
- 保安装置のモードは、ATO運転・手動運転・入替・非設の4種類。場合により自動選択が可能である。
- 速度制御は、「0A」（赤）「0P」（赤）「ATC25」（赤）「ATC40」（橙）「ATC55」（橙）「ATC70」（緑）の6段階で行われる。
- マスコン位置は、モニターに表示される。「EB」、「B7」～「B1」、「N」、「P1」～「P4」の13段階。ATO運転時は、N位置に定位しておく。

### ATO制御
- 非営業車（回送や試運転などを札幌市営交通では非営業車という）を除く通常運行時は、TASCを使用したATO運転を行っている。（まれに営業車において手動運転あり）
- 東豊線9000形に搭載のATOは、走行中の力行を最低限にとどめるエコモード（e)と走行中信号現時に沿って力行を続けるノーマルモード(n)のモード切替が可能になっている。

## 編成
|          | ← 栄町福住 → |            |            |             |
| 号車     | 1            | 2          | 3          | 4           |
| 車両番号 | 91XX（Tc1）  | 92XX（M1） | 93XX（M2） | 98XX（Tc2） |

## その他
- 本形式の運用に先立ち、第66回さっぽろ雪まつりにおいて開催されたイベントにて本形式のクリアファイルが発行されている。非売品であるが、車両の外観のみならず主要諸元表も記されている。
- 関連グッズとして、札幌市交通事業振興公社より「走るぬいぐるみ　地下鉄9000形」が発売されている。
- 2016年3月17日より、第2編成が「ファイターズ電車」として運行開始されていた。当初予定期間は1年間だったが2017年以降も継続して運行された[18]。2022年シーズン終了後にファイターズが札幌ドームからエスコンフィールド北海道（北広島市）へ本拠地を移転し、運行終了[19]となった。